# Ōkondoru
El Gran Cóndor o la Gran Águila (en japonés: 大コンドル Ōkondoru, 大ワシ Ōwashi; en inglés: Giant Condor, Giant Eagle) es un kaiju creado en 1966 por la compañía Toho para la saga de las películas de Godzilla. Apareció en dos películas: Gojira, Ebira, Mosura Nankai no Daikettō y Gojira, Minira, Gabara: Ōru Kaijū Daishingeki. Tiene 15 metros de longitud, 45 metros de envergadura de alas y 2000 toneladas métricas de peso.

## Nombre
En cada una de sus dos apariciones en cine, el kaiju era llamado de manera diferente. En Gojira, Ebira, Mosura Nankai no Daikettō es llamado 大コンドル «Gran Cóndor» y en Gojira, Minira, Gabara: Ōru Kaijū Daishingeki: 大ワシ «Gran Águila».
Según el portal Toho Kingdom, el Gran Cóndor y la Gran Águila deberían ser considerados especies diferentes, a pesar de que eran idénticos visualmente e interpretados por el mismo esqueleto títere.
El monstruo tiene también otros sobrenombres, tales como: «Pájaro Monstruoso» (怪鳥 Kaichō) y «Gran Pájaro Monstruoso» (大怪鳥 Daikaichō).

## Origen
Los orígenes de este kaiju son desconocidos. Es posible que fuera una especie de ave gigante mutada debido a la radiactividad proveniente de las armas nucleares de Red Bamboo establecidas en la isla Letchi, lo que ha pasado con Ebirah. Tampoco se sabe si su ataque contra Godzilla fue por la orden de Red Bamboo o por su propia voluntad.

## Historia

### Gojira, Ebira, Mosura Nankai-no Daikettō
El Gran Cóndor apareció en los cielos sobre la isla Letchi y luchó contra Godzilla. La lucha fue breve, ya que Ōkondoru no fue nada para el Rey de los monstruos, quien lo ha quemado con su aliento atómico, después de lo cual el cadáver del kaiju cayó en el océano.

### Gojira, Minira, Gabara: Ōru Kaijū Daishingeki
En los sueños de Ichiro Miki, Godzilla estaba deambulando alrededor de su casa en la Isla de los Monstruos y allí lo atacó la Gran Águila. Después de una breve batalla, el cadáver quemado del monstruo cayó al mar.

## Poderes, ataques, habilidades
El Gran Cóndor o la Gran Águila tiene habilidades propias de un ave gigante: garras afiladas y pico penetrante.
Su único poder especial es el vuelo. El kaiju es capaz de volar en los aires usando sus grandes alas a una velocidad desconocida.

## Filmografía
| Año  | Película                                      | Director     | Como...                                       |
| ---- | --------------------------------------------- | ------------ | --------------------------------------------- |
| 1966 | Gojira, Ebira, Mosura Nankai no Daikettō      | Jun Fukuda   | Gran Cóndor 大コンドル Ōkondoru; Giant Condor |
| 1969 | Gojira, Minira, Gabara: Ōru Kaijū Daishingeki | Ishiro Honda | Gran Águila 大ワシ Ōwashi; Giant Eagle        |

## Curiosidades
- El Gran Cóndor fue creado en principio como el esqueleto de apoyo para la silueta de Rodan (o Radon) para la película San Daikaijū: Chikyū Saidai-no Kessen. En 1964, después de acabar el rodaje de la película la Tsubaraya Productions rehusó la estructura y la vistió creando así el monstruo Litra para el programa televisivo Ultra Q de 1966. El mismo año el esqueleto fue devuelto a Toho donde fue gravemente modificado para llegar a ser lo que conocimos como Ōkondoru en Gojira, Ebira, Mosura Nankai no Daikettō.
- A pesar de que en la película Gojira, Minira, Gabara: Ōru Kaijū Daishingeki (1969) se usó el mismo títere que en Gojira, Ebira, Mosura Nankai no Daikettō (1966), se supone que los dos monstruos son especies diferentes. En los créditos originales japoneses, en la película de 1966 aparece como 大コンドル (Ōkondoru, Gran Condor), mientras que en la de 1969 aparece como 大ワシ (Ōwashi, Gran Águila), según la página oficial Godzilla.jp. Sin embargo, no todas las fuentes siguen esa diferenciación. Por ejemplo, en la publicación Large Picture Book of Godzilla: Toho Special Effects Movie World del año 2000 (ISBN 4873765587) los dos monstruos aparecen bajo el nombre Giant Condor (Gran Cóndor). Fuentes más modernas ya hacen la distinción entre los dos y la versión de 1969 la llaman Giant Eagle (Gran Águila). Debido a esto, su aparición de 1969 se acredita como un error de metraje (stock footage mistake), ya que no era destinado a ser el Gran Cóndor.
- La mayoría de las fuentes establecen el peso del monstruo como 2000 toneladas métricas. Hay dos excepciones a esto: en Godzilla Monsters Illustrated: Ultra Encyclopedia de 1999 y en The Godzilla Chronicles Vol. 3, el kaiju pesa 2100 toneladas.
- Casi no existen ningunas imágenes publicitarias en color del Gran Cóndor que no lo representen enredado con Godzilla. Hay una imagen coloreada de los cromos de intercambio de Toho.[2]